# ميريام سولجاك
ميريام بريديليا سولجاك (واسمها قبل الزواج كامينغز؛ 15 يونيو 1879 - 28 مارس 1971) كانت ناشطة نسوية وشيوعية ومناصرة لحقوق العاطلات عن العمل وداعمة لجهود تنظيم الأسرة في نيوزيلندا. وُلدت في مدينة تيمز في نيوزيلندا، ونشأت على المذهب الكاثوليكي ودرست لتصبح معلمة. درّست في مدارس السكان الأصليين منذ عام 1898 إلى عام 1912، وتعلمت عن حضارة الماوري وأتقنت لغتهم. تزوجت ببيتر سولجاك في عام 1908، وهو مهاجر من دلماسية، التي أصبحت الآن جزءًا من كرواتيا، وكانت آنذاك جزءًا من الإمبراطورية النمساوية. جُردت من جنسيتها في عام 1919 بسبب تشريعات الحرب، وأجبرت على تسجيل نفسها كعدو أجنبي بسبب زواجها. على الرغم من طلاق سولجاك من زوجها في عام 1939، لم تتمكن من استرداد جنسيتها البريطانية.
قادت سولجاك، احتجاجًا على ذلك، حملة استمرت زهاء ثلاثين عامًا من أجل حصول النساء في نيوزيلندا على جنسيتهن الفردية. شاركت في القضايا الصحية التي شملت رعاية الأطفال، وتنظيم الأسرة ومنع الحمل، ووفيات الرضع والأمهات، والتربية الجنسية. اضطلع عمل سولجاك بالتركيز على بعض القضايا الاقتصادية كأوقاف الأم، ومعاشات التقاعد لكبار السن والعجزة، وتعويضات البطالة للنساء، فضلًا عن السياسات الداعمة للنساء المشردات والأرامل والمنفصلات. كما سعت جاهدة لدعم مجتمعات السكان الأصليين، وانخرطت في حماية نساء وفتيات الماوري وحركة استقلال ساموا، على الرغم من نزوعها إلى السلام. عدّلت نيوزيلندا قانون الجنسية في عام 1946، وغيرت السياسة التي تنص على المنح التلقائي لجنسية الزوج.

## الحياة المبكرة والتعليم
وُلدت ميريام بريديليا كامينغز في 15 يونيو 1879 في مدينة تيمز لوالديها آني (واسمها قبل الزواج كننغهام) وماثيو كامينغز. كانت والدتها من أصل اسكتلندي وكان والدها نجارًا من أيرلندا. تألفت الأسرة من ثمانية أشقاء، ونشأ الأولاد على البروتستانتية والفتيات على الكاثوليكية بسبب الاختلافات المذهبية بين الوالدين. التحقت كامينغز بالمدرسة في تيمز ونيو بلايموث لتكمل تعليمها العالي. التحقت ببرنامج التلميذ والمعلم في مدرسة نيو بلايموث المركزية في عام 1896، وأنهت تدريبها المهني في مدرسة كاويرانغا في تيمز.

## التدريس (1898-1919)
عُينت كامينغز معلمة في مدرسة تاومارير للسكان الأصليين في مقاطعة نورثلاند في عام 1898. انتقلت إلى بوكارو (المعروفة أيضًا باسم باكارو)، بالقرب من كاواكاوا، وعاشت مع عائلة ماورية ودرَّست في مدرسة السكان الأصليين. اهتمت كامينغز أيما اهتمام بثقافة الماوري ورفاهية مجتمعات نغابوهي ماوري في تلك المنطقة. أجادت اللغة الماورية. غادرت المنطقة وأنجبت في عام  1905 في أوكلاند ابنة، هي دوروثيا غريس. انتقلت إلى روتوروا، وعملت خادمة في المنازل حتى 10 يونيو 1908، إذ تزوجت في تاريخه ببيتر سولجاك. كان مهاجرًا قدم من دلماسية، التي انتمت إلى الإمبراطورية النمساوية آنذاك، وكان ذا تعليم متواضع وطلاقة محدودة في اللغة الإنجليزية، ومستعدًا على الرغم من ذلك للعمل في وظائف مختلفة لدعم الأسرة. غادر وطنه لتجنب التجنيد الإجباري في الجيش النمساوي وعارض بشدة الحكم النمساوي في دلماسية. عمل حينًا منقبًا عن صمغ الكاوري، وكان صاحب مطعم عند زواجهما.
استأنفت سولجاك التدريس في بوكارو في عام 1910، وحصلت على مساعدة لرعاية أطفالها نظير مهارتها في العمل مع طلاب الماوري. عمل بيتر في كاواكاوا، على مقربة منها، في بناء جسر. تركت سولجاك التدريس عندما أنجبت طفلها الرابع في عام 1912، وانتقلت العائلة إلى تاورانغا، حيث عمل بيتر في مشاريع البناء والنقل المختلفة. عانا من ضوائق مالية وكثر ارتحالهما من منزل لآخر. عندما ولدت سولجاك طفلها السابع، بول، بعد فترة وجيزة من انتهاء الحرب العالمية الأولى، في عام 1919، مُنعت من الحصول على سرير في دار الولادة وقيل لها إن السبب في ذلك هو أنها عدو أجنبي وأنها فقدت جنسيتها بالزواج من أجنبي. خُيرت إما السجن وإما القيد، وركنت إلى تسجيل نفسها كأجنبية «على مضض». أدى هذا الإجراء إلى إلغاء حقها في التصويت.